# Typhlodromus rhenanus
Typhlodromus rhenanus är en spindeldjursart som först beskrevs av Oudemans 1905.  Typhlodromus rhenanus ingår i släktet Typhlodromus och familjen Phytoseiidae. Inga underarter finns listade i Catalogue of Life.